# Groep 7152
Groep 7152 is een Nederlandse organisatie voor lesbische, biseksuele, transgender en intersekse vrouwen, opgericht in 1971.

## Oprichting
Hanneke van Buuren, lid van de feministische actiegroep Man Vrouw Maatschappij, en Nel Welle Donker plaatsten in 1971 een advertentie in Vrij Nederland. Zij misten een organisatie die voldoende ruimte gaf aan de belangen van homoseksuele vrouwen en deze groep uit hun isolement kon halen. Daarom riepen zij in de advertentie vrouwen op om contact op te nemen als zij ideeën hadden over een dergelijke organisatie. Brieven konden gestuurd worden onder nummer 7152, waar de organisatie later naar vernoemd werd. De eerste bijeenkomst vond plaats in Amsterdam en leidde tot de oprichting van Groep 7152. De groep werd in 1974 geregistreerd als stichting.

## Activiteiten
Groep 7152 hield elke zes weken een landelijke bijeenkomst in Utrecht. Naarmate het ledenaantal groeide, werden er naast de landelijke bijeenkomsten ook regionale ontmoetingsmogelijkheden georganiseerd en regionale afdelingen opgezet.
De organisatie trachtte lesbische, biseksuele, transeksuele en intersekse vrouwen met elkaar in contact te brengen om elkaar te helpen en te steunen. Zij richtte haar aandacht ook op lesbische vrouwen die met mannen getrouwd waren.
Groep 7152 geeft sinds 1971 een eigen blad uit, genaamd Amarant (voorheen Baal). Het was het eerste Nederlandse tijdschrift specifiek gericht op lesbische vrouwen. Sinds juli 2013 verschijnt Amarant alleen nog in digitale vorm op de website van Groep 7152.